# 谢心澄

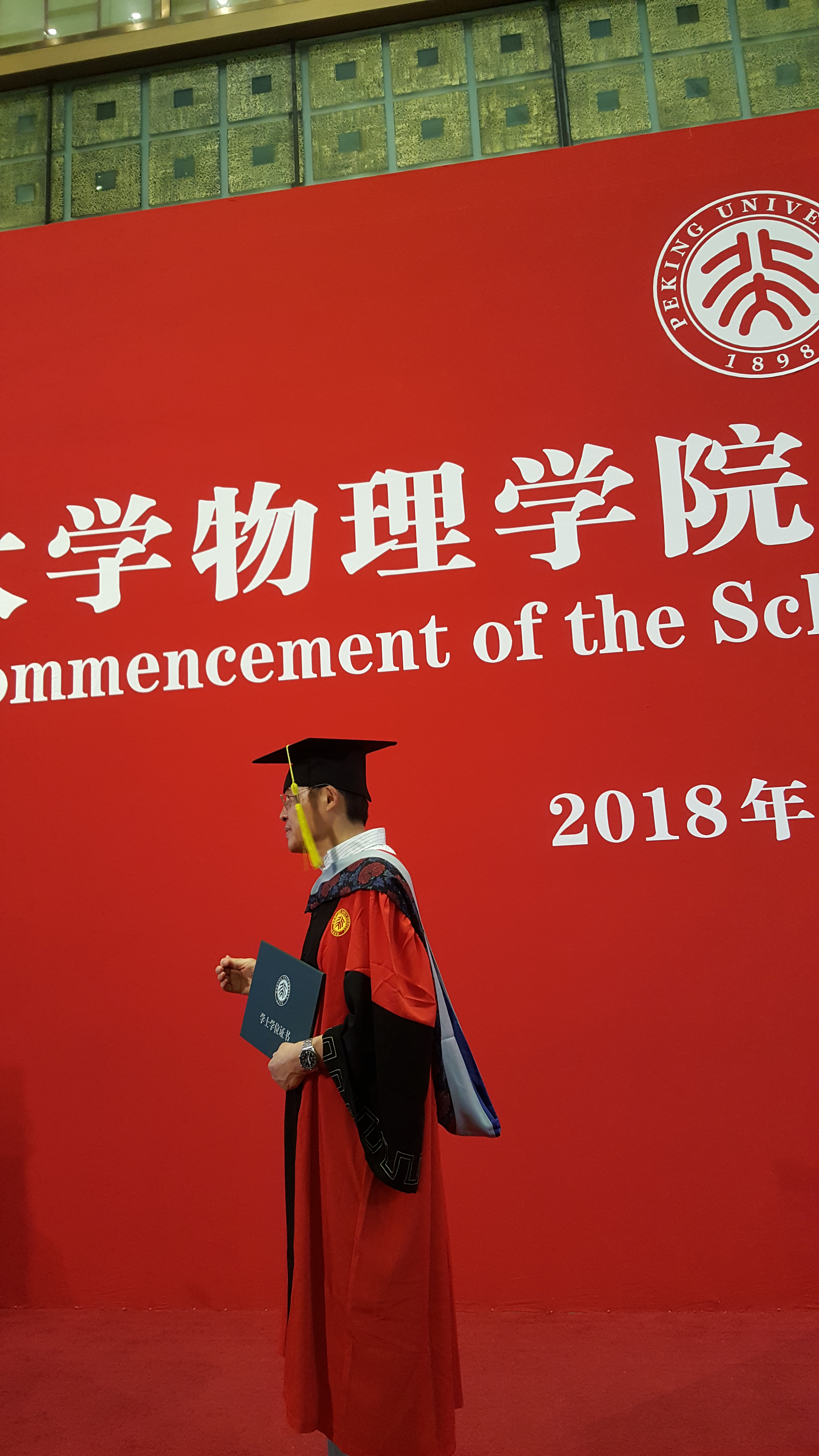
谢心澄在北京大学英杰交流中心

谢心澄（1959年2月23日—），男，籍贯江苏常州，生于江苏南京，中国凝聚态物理学家，中国科学院院士。

## 生平
1982年毕业于中国科学技术大学近代物理系，1988年取得马里兰大学博士学位。2011年担任北京大学物理学院院长、讲席教授。2015年当选中国科学院院士。